# Fédération française de force
La Fédération Française de Force (FFForce) est une association loi de 1901 qui a été fondée le 17 janvier 2015, à la suite de la scission de la Fédération Française d’Haltérophilie, Musculation, Force Athlétique et Culturisme (FFHMFAC).
Créée au départ pour accueillir la Force Athlétique et le Développé Couché, la FFForce gère aussi la Kettlebell depuis 2016 ; le Macelifting depuis 2018 ; le Bras de Fer Sportif, le Culturisme et le Functional Training depuis 2019.
Son siège social se situe au 12 impasse Boutron dans le 10ème arrondissement de Paris et elle est présidée par son fondateur Stéphane Hatot.
Pour ce qui concerne la Force Athlétique, elle est affiliée à l’International Powerlifting Federation (IPF) et à l’European Powerlifting Federation (EPF). Pour le Culturisme, elle est affiliée à la World Natural Body Building (WNBB). Pour le Bras de Fer Sportif, elle est affiliée à la World Armwrestling Federation (WAF). Pour le Kettlebell, elle est affiliée à l’International Union of Kettlebell Lifting (IUKL). Pour le Macelifting, elle est affiliée à l'International Macelifting Federation (IMF).
La FFForce est représentée sur l’ensemble du territoire français grâce à 12 ligues métropolitaines et 3 ligues ultra-marines. Au 31 août 2019, elle compte 11 500 licenciés pour 270 clubs affiliés.

## Historique[3]
La FFForce est agréée par le Ministère chargé des Sports depuis le 1er décembre 2015. Elle est membre du Comité national olympique et sportif français (CNOSF) depuis le 26 mai 2016 et elle a obtenu la délégation pour la Force Athlétique et le Développé Couché au 31 décembre 2016 et pour le Culturisme au 31 janvier 2020.

## Bureau Directeur[4]
Président : Stéphane Hatot
Vice-présidente chargée de la Force Athlétique : Nathalie Feraud
Vice-président chargé du Culturisme et de la Culture Physique : Christian Lacroix
Vice-président chargé du Bras de Fer Sportif : Aymeric Pradines
Vice-président chargé du Kettlebell : Laurent Faucher
Secrétaire général : Daniel Logelin
Secrétaire générale adjointe : Christine Lesellier
Trésorier : Xavier de Puytorac
Trésorière adjointe : Leïla Duhem
Directeur Technique National : Fabrice Magrin